# Günter Biermann
Günter Biermann (ur. 25 stycznia 1931 w Herfordzie, zm. 2 listopada 1997) – niemiecki polityk należący do Socjaldemokratycznej Partii Niemiec (SPD). 
Od 17 października 1961 do 29 marca 1983 (sześć kadencji) był deputowanym do Bundestagu z ramienia SPD. Wybrany z list w Nadrenii Północnej – Westfalii.